# Lairuru
Lairuru is een bestuurslaag in het regentschap Oost-Soemba van de provincie Oost-Nusa Tenggara, Indonesië. Lairuru telt 1086 inwoners (volkstelling 2010).